# Capitalización continua
La capitalización continua es una fórmula que ayuda a calcular el valor presente y el valor futuro de cierta cantidad, añadiendo los intereses que se van acumulando. Por tanto, los intereses que se ganan en un periodo se suman a la cantidad inicial y se vuelven a invertir en el siguiente periodo, capitalizando nuevos intereses y así sucesivamente.
La capitalización continua se considera un tipo de capitalización compuesta.
Si se tiene una tasa nominal constante y la capitalización es más frecuente, el monto compuesto (capital + intereses) aumenta. Esto quiere decir que cuanto más rápido es la capitalización de los intereses, mayor será el monto esperado. La periodicidad instantánea sería cuando «m» tiende a infinito. Si «m» tiende a infinito, también «v».
Las fórmulas para obtener el valor futuro y presente de la capitalización continua son:
{\displaystyle M\ =\,C\left({1+{\frac {i}{m}}}\right)^{mt}}
{\displaystyle v\ =\ {\frac {m}{i}}}
{\displaystyle M\,=\,C\left[\left(1+{\frac {1}{v}}\right)^{v}\,\right]^{it}}
{\displaystyle \lim _{v\to \,\infty }\,C\left[\left(1+{\frac {1}{v}}\right)^{v}\,\right]^{it}\ =\,Ce^{it}}
Donde:
- M = Valor Futuro
- C = Valor Presente
- {\displaystyle i} = Tasa Efectiva
- {\displaystyle m} = Periodicidad
- {\displaystyle t} = Tiempo

Por lo tanto, simplificando la fórmula, el valor futuro y el valor presente calculado a una tasa instantánea o de capitalización continua será:
{\displaystyle M\ =\,Ce^{it}}
{\displaystyle C\,={\frac {M}{e^{it}}}=M\ e^{-it}}
La nomenclatura se respeta siendo la misma de arriba.

## Ejemplos
Calcular el valor futuro de una inversión por 100 000 USD que se capitaliza instantáneamente a una tasa del 25 % anual por 3 años.
{\displaystyle M={100,000}\,e^{0.25(3)}}
{\displaystyle M={211,700}}
Un pagaré de 1000 dólares vence dentro de un mes. Calcula el valor presente al 9 % compuesto continuamente:
{\displaystyle C\,={\frac {1,000}{e\,^{0.09(1/12)}}}}
{\displaystyle C={992.52}}

## Convertibilidad de tasas de la capitalización continua
Para poder convertir una tasa nominal de capitalización continua a una tasa efectiva, se emplean las siguientes fórmulas:
{\displaystyle M\ =\,Ce^{j}}
{\displaystyle M\ =\,C(1+i)}
{\displaystyle \Rightarrow Ce^{j}=C(1+i)}
{\displaystyle \Rightarrow e^{j}=(1+i)}
Donde:
- M = Valor Futuro
- C = Valor Presente
- {\displaystyle j} = Tasa Nominal Capitalizable Continuamente
- {\displaystyle i} = Tasa Efectiva

### Ejemplo
Calcular la tasa de capitalización continua equivalente a una tasa efectiva del 19,72 %.
{\displaystyle e^{j}=(1+0.1972)}
{\displaystyle \ln e^{j}=\ln(1+0.1972)}
{\displaystyle j=\ln(1.1972)}
{\displaystyle j=18\%}